# Montfort-sur-Boulzane

Montfort-sur-Boulzane este o comună în departamentul Aude din sudul Franței. În 1 ianuarie 2022 avea o populație de 88 de locuitori.